# ريجنالد باركر
ريجنالد باركر (بالإنجليزية: Richard Parker)‏ (8 يوليو 1902 في المملكة المتحدة - ) هو لاعب كرة قدم بريطاني في مركز مهاجم داخلي. لعب مع نادي برينتفورد وMerthyr Town F.C. ‏ ونادي ساوث شيلدز ‏ وTunbridge Wells F.C. ‏.